# Air Abang
Air Abang is een bestuurslaag in het regentschap Tanggamus van de provincie Lampung, Indonesië. Air Abang telt 2060 inwoners (volkstelling 2010).